# Goniocaulon
Goniocaulon là một chi thực vật có hoa trong họ Cúc (Asteraceae).

## Loài
Chi Goniocaulon gồm các loài: